# 시끌벅적 하우이와 벌거 숭이들
《시끌벅적 하우이와 벌거 숭이들》(영어: Almost Naked Animals)은 바나나 카바나를 배경으로 한 애니메이션, 털이 없는 동물들이 나오는 이야기, 전부 다 털이 없고 속옷을 입었다. 북미 애니메이션의 특성 하면 떠올리게 되는 정신나간 내용과 약빤 듯한 연출로 웃음을 주는 만화다. 그러다보니 지저분한 요소나 엽기요소도 가끔 등장하는게 호불호가 갈리긴 하지만...전체적으로 대략 동물버전 네모바지 스펀지밥+산제이 & 크레이그정도로 봐도 될 듯.
2011년 캐나다에서 YTV에 첫방송 되었으며 2013년에 종영하였다. 우리나라에서는 애니맥스에서 방영되었다.